# Robert Brout
Robert Brout (New York, 14 juni 1928 – Linkebeek, 3 mei 2011) was een Belgisch-Amerikaans natuurkundige van Joodse komaf.
Brout bekleedde de leerstoel theoretische natuurkunde aan de Université Libre de Bruxelles (ULB). Hij deed samen met François Englert onderzoek naar de herkomst van de massa van elementaire deeltjes in het algemeen en die van de W- en Z-bosonen in het bijzonder verklaarde. Dit mechanisme van Brout-Englert voorspelt het bestaan van een nieuw deeltje het brout-englertboson. Zij kwamen in hun publicatie van 31 augustus 1964, zij het op een andere manier, tot de conclusie die ook Peter Higgs in zijn publicatie van 15 september 1964 trok. De gangbare term is echter de verwijzing naar Higgs: higgsboson. In 2012 werd het bestaan van het deeltje ontdekt en in 2013 bevestigd door het CERN. Englert en Higgs kregen in 2013 voor de gezamenlijke ontdekking de Nobelprijs voor de Natuurkunde waarbij ook de bijdrage van Brout nadrukkelijk geroemd werd.

## Belangrijke wetenschappelijke prijzen
- 1978  Eerste prijs in de International Gravity Contest (met F. Englert en E. Gunzig), uitgereikt door de Gravity Research Foundation voor de essay "The Causal Universe".[9]
- 1997 High energy en particle physics Prize (met F. Englert en P.W. Higgs), uitgereikt door de European Physical Society.
- 2004 Wolf Prize in Physics (met F. Englert en P.W. Higgs), uitgereikt door de Wolf Foundation.

- Bibliothèque nationale de France: cb12370911j (data)
- Gemeinsame Normdatei: 1067896376
- International Standard Name Identifier: 0000 0001 1578 1143
- Library of Congress Control Number: n83828464
- Mathematics Genealogy Project: 232778
- Nationale Bibliotheek van Israël: 987007458537305171
- Nederlandse Thesaurus van Auteursnamen: 10084121X
- Système universitaire de documentation: 032736037
- Virtual International Authority File: 93045657
- WorldCat: E39PBJbWC8qJGh9hpGXBR3fXh3